# Symphurus caribbeanus
Symphurus caribbeanus är en fiskart som beskrevs av Munroe, 1991. Symphurus caribbeanus ingår i släktet Symphurus och familjen Cynoglossidae. Inga underarter finns listade i Catalogue of Life.